# Торопов, Андрей Дмитриевич
Андрей Дмитриевич Торопов (30 июля [11 августа] 1851, Ярославль — 10 мая 1927, Москва) — российский книговед и библиограф. Создатель первой в Москве общедоступной детской библиотеки (1876).
В 1889 году основал Московский библиографический кружок (в 1900 году преобразованный в Русское библиографическое общество при Московском университете), по итогам начального этапа работы опубликовал «Очерк деятельности Московского библиографического кружка за первый год его существования» (1892). Помимо этого, состоял в РБО.
В 1894—1896 годах был редактором журнала «Книговедение». Составил методическое пособие «Опыт руководства к подробному описанию книг, согласно требованиям современной библиографии» (1901). Опубликовал «Систематический указатель литературного и художественного содержания журнала „Нива“ за 30 лет (1870-99)» (1902), в 1906 году выпустил прибавление к нему (за 1900—1904 годы). В 1905—1906 годах редактор газет «Кубань», «Кубанская жизнь». В 1907—1920 годах редактировал журнал «Книжная летопись» — роспись издаваемой в России книжной продукции. В 1910—1915 годах выпускал также ежегодники «Статистика произведений печати, вышедших в России».
В послереволюционные годы работал в государственной комиссии Петроградского Губполитпросвета, в 1920—1925 годах заведовал Музеем книги при Научно-исследовательском институте книговедения в Петрограде.
Похоронен в Москве на Миусском кладбище.